# Тайны великих магов. По ту сторону фокусов
«Тайны великих магов. По ту сторону фокусов» (англ. Breaking the Magician’s Code: Magic’s Biggest Secrets Finally Revealed) — серия телепрограмм, в основе которых лежит раскрытие секретов осуществления трюков в области иллюзионизма и мелких фокусов. Изначально программа вышла на канале Fox Network. В 1997—1998 годах были показаны 4 выпуска, в роли иллюзиониста в маске выступил Вэл Валентино, в 2002 вышел пятый выпуск, но уже с новым иллюзионистом.
В 2008 году вышел второй сезон телепрограммы, состоящий из 13 серий.

## Описание
Фокусник в маске демонстрирует трюк, а затем повторяет его с раскрытием секрета. На протяжении многих эпизодов он хранит в тайне свою личность, но спустя 4 выпуска 1 сезона он снимает маску. Таинственным магом оказывается американский иллюзионист Вэл Валентино (Val Valentino). Как только вышли первые фильмы разоблачений, иллюзионисты в США стали обращаться к нему с вопросом о том, зачем он это делает. Вэл дал ответ в четвёртом фильме разоблачений: «Я разоблачаю старые трюки, чтобы фокусники придумали новые».
Между тем фокусы, секреты которых были раскрыты в телепередачах, по прежнему находятся в репертуаре множества иллюзионистов и пользуются успехом у публики. Это связано, во-первых, с тем, что человеческая память коротка и, посмотрев фильм с разоблачениями, человек вскоре забывает то, что там было. Во-вторых, очень малое количество людей смотрит эти фильмы. Как заметил знаменитый американский иллюзионист Крисс Энджел, в этих фильмах нет искусства, а человек идёт на выступление фокусника именно ради искусства.

## 1 сезон
| Список раскрытых фокусов          | Список раскрытых фокусов |
| --------------------------------- | --- |
| Выпуск 1 24 ноября 1997           | 1. Превращение женщины в тигра 2. Китайский фонарик 3. Парение в воздухе 4. Девушка-зигзаг 5. Взрыв корзины 6. Кролик в шляпе 7. Распиливание женщины 8. Корзина из мечей 9. Превращение 10. Исчезновение слона                                      |
|                                   | |
| Выпуск 2 3 марта 1998             | 1. Пресс 2. Телепортация 3. Стальная леди 4. Прохождение через кирпичную стену 5. Доспехи 6. Прохождение стрелы сквозь женщину 7. Поменяться местами 8. Ящик страданий 9. Побег из ящика с водой                                                     |
|                                   | |
| Выпуск 3 5 мая 1998               | 1. Постель из шипов 2. Растягиватель 3. Метание ножей 4. Дом призраков 5. Схватывание пули 6. Перестановка частей тела 7. Исчезновение танка |
|                                   | |
| Выпуск 4 29 октября 1998          | 1. Спасение от автомобильной аварии 2. Кремация 3. Пытка шипами 4. Гильотина 5. Заживо погребённый 6. Смертельная ловушка |
|                                   | |
| Спецвыпуск (Выпуск 5) 15 мая 2002 | 1. Разрезание женщины циркулярной пилой 2. Исчезновение ассистентки 3. Левитация на метле 4. Проход сквозь зеркало 5. Исчезновение самосвала 6. Спасение от пытки шипами 7. Стол парит без использования верёвок или магнитов 8. Замороженный заживо |
|                                   | |
| Здесь не указаны мелкие трюки.    | |

## 2 сезон
| Список раскрытых фокусов       | Список раскрытых фокусов |
| ------------------------------ | --- |
| Выпуск 1 2 октября 2008        | 1. Пила смерти 2. Стул Де Кольта 3. Превращение Бентли в Ламборгини 4. Исчезновение струнного квартета 5. Прохождение сквозь стальную стену                                                                                                   |
|                                | |
| Выпуск 2 6 октября 2008        | 1. Исчезновение девушки со стола 2. Левитация девушки на парящем столе 3. Расчленение 4. Появление девушки из одежды 5. Появление слона на пустой парковке (в окружении зрителей)                                                             |
|                                | |
| Выпуск 3 13 октября 2008       | 1. Отрезание головы на гильотине 2. Появление/исчезновение девушки из ящика 3. Побег из бидона для молока времён Гудини 4. Исчезновение танцовщиц со сцены 5. Цепь через шею 6. Левитация от здания к зданию                                  |
|                                | |
| Выпуск 4 20 октября 2008       | 1. Исчезновение джипа 2. Месть помощницы 3. Распиливание девушки наполовину в устройстве для пыток 4. Прохождение розы через девушку 5. Прохождение сквозь турбовентилятор                                                                    |
|                                | |
| Выпуск 5 3 ноября 2008         | 1. Исчезновение женщины из ящика и появление в другом месте 2. Прохождение сквозь стальную плиту 3. Твистер 4. Протыкание женщины мечом 5. Выживание после дробилки для древесных отходов                                                     |
|                                | |
| Выпуск 6 10 ноября 2008        | 1. Телепортация из одной бочки для нефтепродуктов в другую 2. Вверх дном (Переворачивание ящика, но не девушки внутри него) 3. Магические надписи на дощечке 4. Разрезание девушки на три части 5. Телепортация                               |
|                                | |
| Выпуск 7 17 ноября 2008        | 1. Левитация девушки на столе 2. Появление девушек в прозрачном цилиндре 3. Дверь в «Сумеречную зону» 4. Бестелесная принцесса (Удаление туловища мага) 5. Сажание девушки на кол                                                             |
|                                | |
| Выпуск 8 24 ноября 2008        | 1. Волшебный сундук Гудини 2. Исчезновение середины девушки 3. Пирамида злых духов: вызывание духов 4. Ловля выбранной карты в воздухе мечом 5. Побег от смертельных лезвий                                                                   |
|                                | |
| Выпуск 9 7 февраля 2009        | 1. Волшебная бочка (Через игольное ушко) 2. Аквариум Гудини 3. Игральная карта через витрину 4. Левитация под гипнозом 5. Появление девушек высоко в воздухе 6. Задержка дыхания под водой на 18 минут                                        |
|                                | |
| Выпуск 10 27 апреля 2009       | 1. Исчезновение мотоцикла в воздухе 2. Переворачивание девушки вверх ногами 3. Комната духов с исчезающим медиумом 4. Левитация в 30 см над землёй 5. Появление 5-тонного военного транспортного средства из ниоткуда (на пустой автостоянке) |
|                                | |
| Выпуск 11 4 мая 2009           | 1. Исчезновение женщины со стальной плиты 2. Раздавливание женщины стальным поршнем 3. Превращение скелета в куклу, а затем в девушку 4. Парение через прочную стальную раму (без канатов) 5. Прохождение сквозь стеклянное окно              |
|                                | |
| Выпуск 12 11 мая 2009          | 1. Появление девушек из треугольного экрана 2. Появление и исчезновение птиц из сундучков 3. Раздавливание девушки в ящике 4. Гадание на пепле 5. Левитация и исчезновение 16-тонного трамвая                                                 |
|                                | |
| Выпуск 13 18 мая 2009          | 1. Исчезновение девушки в гигантской игре монте 2. Появление женщины на стуле 3. Отрезание руки на гильотине 4. Разделение женщины на три части с головой над ногами 5. Хождение по воде (в окружении зрителей)                               |
|                                | |
| Здесь не указаны мелкие трюки. | |